# Clixon

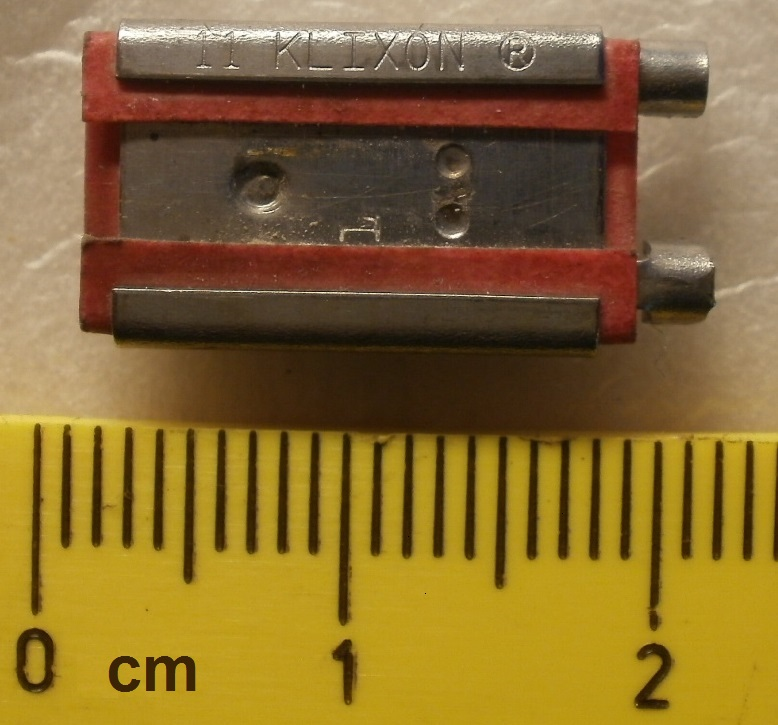
Clixon van een stofzuigermotor

Een clixon is een thermostatische schakelaar die bij het bereiken van een bepaalde temperatuur (vermeld in het opschrift) het elektrische circuit waarin het is aangebracht onderbreekt (normally closed type) of juist verbindt (normally open type).
De clixon wordt toegepast om een apparaat of een verwarmingselement te beschermen tegen oververhitting. Ze worden aangewend in elektrische apparaten, zoals bij de wasmachine, de afwasmachine, de frituurpan of het koffiezetapparaat.  De naam 'clixon' is afkomstig van de Amerikaanse fabrikant 'Klixon', inmiddels onderdeel van Sensata Technologies, die deze thermostaten maakt. In de volksmond heet deze speciale thermostaat 'clixon', en is van het type bimetaal thermostaat. Een veel gebruikte variant is een rond exemplaar met twee aansluitlippen, die in de bedrading wordt aangesloten met behulp van AMP-vlakstekkers, of door middel van solderen.

## Werking
Een clixon kan, afhankelijk van het type, bij te hoge temperatuur inschakelen (NO, normally open) of uitschakelen (NC, normally closed). Zodra de schakelaar een bepaalde temperatuur bereikt wordt het schakelcontact omgezet (dicht naar open of andersom). Wat er na het afkoelen gebeurt hangt af van het type clixon. Er zijn drie verschillende mogelijkheden:
1. de schakelaar gaat vanzelf weer terug, of
2. na drukken op het reset-knopje gaat de schakelaar weer terug, of
3. de schakelaar kan niet meer terug, en de clixon moet vervangen worden.

Een thermische zekering kan alleen uitschakelen, en dat maar één keer. Daarna moet hij vervangen worden.